# وليام سبنغلر
وليام سبنغلر (بالإنجليزية: William Spengler)‏ (31 مارس 1889 – مايو 1979) هو ملاكم أمريكي راحل، مثّل بلاده في الألعاب الأولمبية الصيفية 1920.

## روابط خارجية
وليام سبنغلر على موقع أوليمبيديا (الإنجليزية)